# Winter-Asienspiele 2025/Curling
Bei den IX. Winter-Asienspielen wurden zwischen dem 5. und 14. Februar 2025 drei Wettbewerbe im Curling ausgetragen, darunter erstmals im Mixed Doubles. Austragungsort war die Harbin Pingfang District Ice Hockey Arena.

## Bilanz

### Medaillenspiegel
| Platz  | Land                | Gold | Silber | Bronze | Gesamt |
| ------ | ------------------- | ---- | ------ | ------ | ------ |
| 1      | Südkorea            | 1    | 2      | —      | 3      |
| 2      | Japan               | 1    | —      | 1      | 2      |
| 3      | Philippinen         | 1    | —      | —      | 1      |
| 4      | Volksrepublik China | —    | 1      | 2      | 3      |
| Gesamt | Gesamt              | 3    | 3      | 3      | 9      |

### Medaillengewinner
| Disziplin     | Gold                    | Silber                              | Bronze                               |
| ------------- | ----------------------- | ----------------------------------- | ------------------------------------ |
| Männer        |                         |                                     |                                      |
| Mannschaft    | Philippinen             | Südkorea                            | Volksrepublik China                  |
| Frauen        |                         |                                     |                                      |
| Mannschaft    | Südkorea                | Volksrepublik China                 | Japan                                |
| Mixed         |                         |                                     |                                      |
| Mixed Doubles | JapanTori Koana Go Aoki | SüdkoreaKim Kyeong-ae Seong Ji-hoon | Volksrepublik ChinaHan Yu Wang Zhiyu |